# 53 Herculis
53 Herculis (53 Her) es una estrella en la constelación de Hércules de magnitud aparente +5,34.
Se encuentra a 95 años luz del sistema solar, siendo el error en la medida de sólo el 0,6 %.
Su máximo acercamiento a la Tierra tendrá lugar dentro de 976 000 años, cuando se situará a una distancia de 48 años luz.

## Características
53 Herculis es una estrella blanco-amarilla de la secuencia principal de tipo espectral F0V.
De características similares a las componentes de Porrima (γ Virginis), tiene una temperatura efectiva de 7164 K.
Es 5,3 veces más luminosa que el Sol y posee una masa un 48 % mayor que la masa solar.
Su radio es un 44 % más grande que el radio solar y su velocidad de rotación sobrepasa los 61 km/s, lo que conlleva un período de rotación de 1,2 días.
Muestra un contenido metálico significativamente inferior al solar ([Fe/H] = -0,21).
Tiene una edad aproximada de 210 millones de años —aunque pudiera ser significativamente más joven—, y, de acuerdo a su cinemática, pudiera ser miembro de la asociación estelar de Tucana-Horologium o de la asociación estelar de Columba.
53 Herculis presenta exceso en el infrarrojo, tanto a 24 μm como a 70 μm, lo que implica la existencia de un disco de polvo.
La temperatura de los granos de polvo del disco es de aproximadamente 135 K, superior a la encontrada en el cinturón de Kuiper de nuestro sistema solar.
Si se considera que los granos de polvo se comportan como cuerpos negros, el radio del disco de polvo en torno a 53 Herculis sería de 9,3 UA.